# Pittosporum verticillatum
Pittosporum verticillatum är en tvåhjärtbladig växtart. Pittosporum verticillatum ingår i släktet Pittosporum och familjen Pittosporaceae.

## Underarter
Arten delas in i följande underarter:
- P. v. pangalanense
- P. v. verticillatum
- P. v. intermedium
- P. v. microphyllum
- P. v. tsaratananae